# Li Xiaoxia
Li Xiaoxia (李晓霞S; Anshan, 16 gennaio 1988) è una tennistavolista cinese.
È una delle più vincenti giocatrici di tennis tavolo, avendo vinto i Campionati mondiali di tennis tavolo, la Coppa del mondo di tennis tavolo, i Campionati mondiali a squadre e i Giochi olimpici di Londra. Ha inoltre occupato a lungo la prima posizione nel ranking mondiale.

## Palmarès
- Giochi olimpici estivi:

Londra 2012: oro nel singolare e a squadre.
Rio de Janeiro 2016: oro a squadre e argento nel singolare.
- Mondiali:

Zagabria 2007: argento nel singolare e nel doppio.
Yokohama 2009: oro nel doppio e bronzo nel singolare.
Rotterdam 2011: oro nel doppio e argento nel singolare.
Parigi 2013: oro nel singolare e nel doppio.
Suzhou 2015: argento nel doppio e bronzo nel singolare.
- Mondiali a squadre:

Brema 2006: oro
Canton 2008: oro
Mosca 2010: argento
Dortmund 2012: oro.
Tokyo 2014: oro.
Kuala Lumpur 2016: oro.
- Coppa del mondo:

Kuala Lumpur 2008: oro nel singolare
Singapore 2011: argento nel singolare